# Euphyllodromia venezuelica
Euphyllodromia venezuelica är en kackerlacksart som beskrevs av Karlis Princis 1951. Euphyllodromia venezuelica ingår i släktet Euphyllodromia och familjen småkackerlackor.
Artens utbredningsområde är Venezuela. Inga underarter finns listade i Catalogue of Life.